# Олешче
Олешче (словен. Olešče) је насељено место у општини Лашко, Савињска регија, Словенија.

## Историја
До територијалне реорганизације у Словенији био је у саставу старе општине Лашко.

## Становништво
У попису становништва из 2011. године, Олешче је имао 261 становника.
| Број становника према пописима | Број становника према пописима | Број становника према пописима |
| ------------------------------ | ------------------------------ | ------------------------------ |
| 1991                           | 2002                           | 2011                           |
| 240                            | 253                            | 261                            |

Напомена: До 1959. исказивано под именом Свети Петер при Јурклоштру.